# All Hallows-by-the-Tower

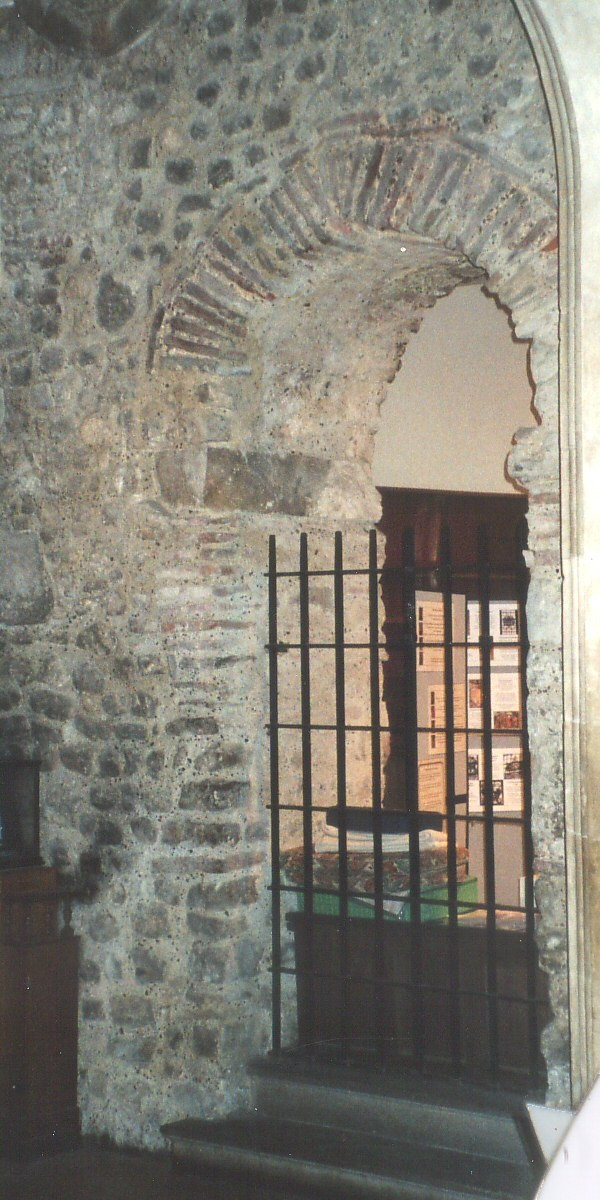
De Saksische muur

All Hallows-by-the-Tower, ook bekend als All Hallows Church, is de oudste bestaande kerk in de Britse hoofdstad Londen. Het gebouw staat in Byward Street in de City of London en kijkt vandaar uit op de Tower of London, die, gegrondvest in 1078, vier eeuwen jonger is.

## Geschiedenis
De kerk werd gesticht als kloosterkerk voor de Saksische abdij van Barking in het jaar 675 en naar Saksische gewoonte onder de naam All Hallows Barking opgedragen aan alle heiligen. Het gebouw werd in later eeuwen verschillende malen gerenoveerd en uitgebreid, vooral in de Romaanse periode tussen de 11de eeuw en 15de eeuw, maar van het oorspronkelijke bouwwerk resteert nog altijd een deurpost. Sommige fundamenten zijn Saksisch of ouder. Voor de komst van het christendom werd de plek al gebruikt door druïden. In de grond onder de crypte werden in 1926 de resten van Romeinse bestrating blootgelegd.
De westelijke toren werd verwoest door een ongeluk met een grote explosie in 1649. De rest van het gebouw liep schade op maar die werd spoedig hersteld. Het gebouw doorstond de Grote brand van Londen in 1666 dankzij het optreden van admiraal William Penn, de vader van de William Penn naar wie Pennsylvania is vernoemd. Naar het idee van de admiraal werden in allerijl de belendende huizen omvergetrokken om de kerk te beschermen achter een brandgang. Deze gebeurtenissen werden beschreven door Samuel Pepys in zijn dagboek, die samen met de jonge William de brand aanschouwde vanaf de kerktoren:
But going to the fire, I find by the blowing up of houses, and the great helpe given by the workmen out of the King's yards, sent up by Sir W. Pen, there is a good stop given to it, as well as at Marke-lane end as ours; it having only burned the dyall of Barking Church, and part of the porch, and was there quenched. I up to the top of Barking steeple, and there saw the saddest sight of desolation that I ever saw; every where great fires, oyle-cellars, and brimstone, and other things burning. I became afeard to stay there long, and therefore down again as fast as I could, the fire being spread as far as I could see it
Maar naar het vuur gegaan, zie ik dat het een halt is toegeroepen, zowel aan de kant van Marke Lane als aan onze kant, door het opblazen van huizen en de grote hulp van de werklieden van de koning die sir W. Pen gestuurd had. Alleen de wijzerplaat van Barking Church was verbrand, en een deel van de portiek, waar het werd geblust. Ik [klom] naar de top van de kerktoren, en zag daar de treurigste ontreddering die ik ooit zag: overal grote branden, oliekelders, zwavel en andere brandende zaken. Ik werd bang om er lang te blijven, en [ging] daarom zo snel als ik kon terug naar beneden, het vuur verspreid brandende zover het oog reikte.
Enkele houten heiligenbeelden in de kerk zijn 16e-eeuws of ouder. Vier beschilderde panelen zijn het restant van een triptiek uit 1500, mogelijk van een Vlaamse meester uit Brugge. Een bijzonder rijk geornamenteerd houtsnijwerk boven het stenen doopvont werd in 1682 geleverd door Grinling Gibbons voor de somma van 12 pond. In de late 19e eeuw werd het gebouw weer gerestaureerd. De Blitz in 1940 verwoestte wederom veel. De graftombe van Alderman John Croke uit 1477 kon uit 150 losse fragmenten worden gerestaureerd. Een groot verlies was de 15e-eeuwse buitenmuur in de noordelijke zijgevel.
In 1957 werd het gebouw opnieuw ingewijd. Behalve religieuze diensten worden er ook muziekuitvoeringen en tentoonstellingen georganiseerd. In de kelders bevindt zich het Undercroft Museum waar de ontdekte archeologische schatten zijn uitgestald. De ironie wil dat sommige van deze voorwerpen eerst aan het licht kwamen dankzij The Blitz.

## Persoonlijke banden
Vele hooggeplaatste personen die op het schavot in de staatsgevangenis van de Tower aan hun eind kwamen, werden voor een al dan niet tijdelijke begrafenis overgebracht naar All Hallows, onder meer aartsbisschop William Laud in 1645, bisschop John Fisher in 1535 en ook Thomas More in 1535.

William Penn, de stichter van Pennsylvania, werd er gedoopt in 1644.
John Quincy Adams, zesde Amerikaanse president, trouwde in All Hallows in 1797.
In de 18e eeuw waren vaste organisten onder meer William Babell en John Stanley. Albert Schweitzer maakte in december 1935 opnamen van muziek van Bach op het orgel van All Hallows Church.